# Yaseen Al-Bakhit
Yaseen Anas Al-Bakhit (Arabic: ياسين انس البخيت; sinh ngày 24 tháng 3 năm 1989) là một cầu thủ bóng đá người Jordan thi đấu cho Al Dhafra tại Jordan và Đội tuyển bóng đá quốc gia Jordan.

## Sự nghiệp quốc tế
Trận đấu quốc tế đầu tiên của anh cho đội tuyển quốc gia Jordan là giao hữu với CHDCND Triều Tiên, kết quả hòa 1-1 vào ngày 29 tháng 3 năm 2011 ở Sharjah, UAE khi anh vào sân từ ghế dự bị thay cho Ahmad Abdel-Halim.

### Bàn thắng quốc tế
Tỉ số và kết quả liệt kê bàn thắng của Jordan trước.
| #  | Ngày                 | Địa điểm                                             | Đối thủ     | Tỉ số | Kết quả | Giải đấu                 |
| -- | -------------------- | ---------------------------------------------------- | ----------- | ----- | ------- | ------------------------ |
| 1. | 8 tháng 9 năm 2015   | Sân vận động Quốc gia Bangabandhu, Dhaka, Bangladesh | Bangladesh  | 4–0   | 4–0     | Vòng loại World Cup 2018 |
| 2. | 11 tháng 11 năm 2015 | Sân vận động Quốc gia Ta' Qali, Ta' Qali, Malta      | Malta       | 2–0   | 2–0     | Giao hữu                 |
| 3. | 23 tháng 3 năm 2017  | Sân vận động Quốc vương Abdullah II, Amman, Jordan   | Hồng Kông   | 1–0   | 4–0     | Giao hữu                 |
| 4. | 29 tháng 3 năm 2017  | Sân vận động Quốc vương Abdullah II, Amman, Jordan   | Campuchia   | 3–0   | 7–0     | Vòng loại Asian Cup 2019 |
| 5. | 5 tháng 9 năm 2017   | Sân vận động Quốc vương Abdullah II, Amman, Jordan   | Afghanistan | 3–0   | 4–1     | Vòng loại Asian Cup 2019 |
| 6. | 10 tháng 9 năm 2019  | Sân vận động Amman, Amman, Jordan                    | Paraguay    | 2–0   | 2–4     | Giao hữu                 |

## Thống kê sự nghiệp quốc tế
Tính đến 19 tháng 11 năm 2019
| Đội tuyển quốc gia Jordan | Đội tuyển quốc gia Jordan | Đội tuyển quốc gia Jordan |
| Năm                       | Số trận                   | Bàn thắng                 |
| ------------------------- | ------------------------- | ------------------------- |
| 2011                      | 3                         | 0                         |
| 2013                      | 4                         | 0                         |
| 2015                      | 7                         | 2                         |
| 2016                      | 8                         | 0                         |
| 2017                      | 10                        | 3                         |
| 2018                      | 9                         | 0                         |
| 2019                      | 12                        | 1                         |
| Tổng                      | 53                        | 6                         |